# Paul Lehmann (Altphilologe)
Paul Lehmann (* 13. Juli 1884 in Braunschweig; † 4. Januar 1964 in München) war ein deutscher Altphilologe.

## Leben
Paul Lehmann war der Sohn des Kaufmanns Gustav Lehmann und dessen Ehefrau Louisa Meyer. Nach dem Schulbesuch in seiner Heimatstadt begann Lehmann an der Universität in Göttingen zu studieren. Bereits im ersten Semester fiel er dem Historiker Karl Brandi auf, der ihn zu seinem Kollegen, dem Philologen Ludwig Traube an der Universität München, schickte. Mit einer Dissertation über Franciscus Modius konnte Lehmann 1908 sein Studium erfolgreich beenden. Gefördert und unterstützt durch Traube war Lehmann ab Winter 1907 maßgeblich mit der Erforschung und Erschließung der mittelalterlichen Bibliothekskataloge beschäftigt. Dieses Projekt beschäftigte Lehmann bis an sein Lebensende. 1911 konnte sich Lehmann mit einer Arbeit über Johannes Sichard habilitieren. 1913 heiratete Lehmann in Braunschweig Gertrud, eine Tochter des Braunschweiger Gymnasialprofessors und Historikers Ludwig Viereck. Mit ihr hatte er zwei Töchter; der spätere Leiter der Bayerischen Staatskanzlei, Rainer Keßler, war sein Schwiegersohn. Im Jahr 1917 wurde Lehmann zum Professor für Mittellateinische Philologie ernannt. Im selben Jahr nahm ihn die Bayerische Akademie der Wissenschaften als außerordentliches Mitglied auf; 1932 avancierte er zum ordentlichen Mitglied. Lehmann war auch maßgeblich an der Schaffung des Mittellateinischen Wörterbuches beteiligt. Von 1953 bis zu seinem Tod war er Mitglied der Zentraldirektion der Monumenta Germaniae Historica. Am 20. November 1959 war er mit dem Bayerischen Verdienstorden ausgezeichnet worden. Im Alter von 79 Jahren starb Paul Lehmann am 4. Januar 1964 in München.

## Schriften (Auswahl)
- Franciscus Modius (1908)
- Haushaltsaufzeichnungen eines Münchener Arztes aus dem 15. Jahrhundert. In: Sitzungsberichte der Königlich Bayerischen Akademie der Wissenschaften. Jahrgang 1909.
- Johannes Sichardus und die von ihm benutzten Bibliotheken und Handschriften. München 1911.
- Apuleiusfragmente. In: Hermes. Zeitschrift für Classische Philologie. Band 49, 1914.
- Mittelalterliche Bibliothekskataloge Deutschlands und der Schweiz (1918 ff.)
- Die Parodie im Mittelalter (1922, 2. Aufl. 1963)
- Pseudoantike Literatur (1927)
- Gesta Ernesti ducis (1927)
- Judas Ischarioth (1930)
- Aus einer Münchner Büchersammlung des ausgehenden Mittelalters. In: Albert Hartmann (Hrsg.): Festschrift für Georg Leidinger, zum 60. Geburtstag am 30. Dez. 1930. Schmidt, München 1930, S. 157–164.
- Das literarische Bild Karls des Großen vornehmlich im lateinischen Schrifttum des Mittelalters (1934)
- Skandinavische Reisefrüchte (1935/39)
- Eine Geschichte der alten Fuggerbibliotheken. 2 Bände. Tübingen 1956/1960 (= Studien zur Fuggergeschichte. Band 12 f.)